# 永谷宗円生家
- 永谷宗圓生家

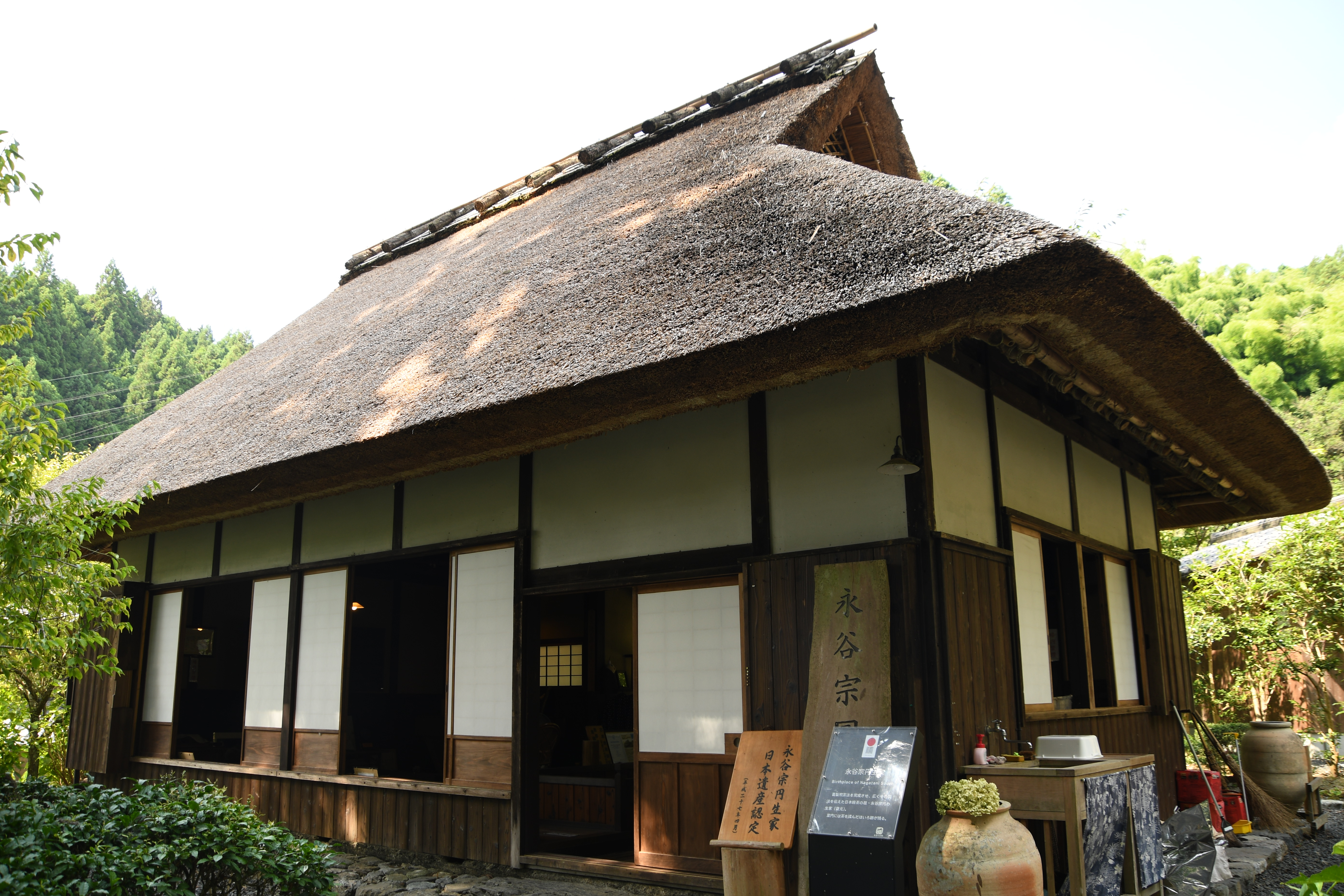
永谷宗円生家

永谷宗円生家（ながたにそうえんせいか）とは、京都府綴喜郡宇治田原町にある施設である。宇治田原町指定文化財。

## 概要
元文3年（1738年）、「青製煎茶製法」を開発・普及させたと伝えられている、当時宇治茶の栽培農家であった永谷宗円が暮らし、明治まで永谷家が存在していた場所に、製茶道具やほいろ跡を保存するため、地元有志の手により昭和35年（1960年）に建設された施設である。
「生家」と呼ばれるが、江戸時代の家屋が現存しているのではなく、永谷家の屋敷のあった場所に、実際の家屋よりも小さい茅葺きの建物を新たに建てたものであるが、内部にほいろ跡などが保存されており、宇治田原町指定文化財となっている。
無人の家屋である「生家」は数十年の歳月により、茅葺き屋根の損傷が激しくなり、早急に修復が必要となった。そこで、2006年、茶業関係者や地元区民らにより「永谷宗円翁顕彰会」が結成され、集められた寄付金により、2007年4月より本格的な屋根の全面葺き替え工事行われ、同5月に完成した。
改修前の生家内部はほいろ跡のある土間と畳敷きの座敷に分かれており、奥の床の間に宗円時代の茶の古木の幹の一部といわれているものが置かれていた。普段は雨戸が閉じられているが、内部には蛍光灯を備え、雨戸を開けるとガラスがはまっていた作りであったが、屋根の修理に続いて内外装の改修も行われた。その結果、座敷は板敷きとなり、中央に囲炉裏を備えて風情のある作りとなった。しかし、解説ビデオを上映するテレビ機材が置かれたり、敷地内に東屋とトイレが作られるなど「お茶のテーマパーク」的な施設となった。
現在、土曜日と日曜日には内部を見学することができる。

## 所在地
- 京都府綴喜郡宇治田原町大字湯屋谷小字空広

## 交通アクセス
- 京都京阪バス 186号経路 宇治田原郵便局前下車 徒歩約20分（土曜・休日のみ運行）